# Сахновский, Игорь Фэдович
Игорь Фэдович Сахновский (17 июля 1958, Орск — 18 ноября 2019, Екатеринбург) — русский писатель, поэт, редактор, член Союза российских писателей.

## Биография
Родился 17 июля 1958 года в городе Орске Оренбургской области в семье Фэда Михайловича и Лидии Романовны Сахновских. Родители расстались, когда ему было 12 лет, и он дальше воспитывался матерью. Отец занимался научной деятельностью в области разработки технических средств управления и измерений в электроэнергетических системах, в 1969—1979 годах был научным сотрудником Института систем энергетики имени Л. А. Мелентьева Сибирского отделения АН СССР.
В 1981 году окончил филологический факультет Уральского государственного университета. Работал литературным консультантом в Средне-Уральском книжном издательстве и журнале «Уральский следопыт», научным и главным редактором в уральском отделении Академии наук СССР и региональном отделении издательства «Наука», литературным редактором в журналах.
В 1999 году в журнале «Новый мир» вышел первый роман Сахновского «Насущные нужды умерших». В 2000 году роман номинирован на премию имени Аполлона Григорьева, в 2002-м переведён на английский язык и награждён международной литературной премией Fellowship Hawthornden International Writers Retreat (Великобритания). В 2003 году цикл рассказов «Счастливцы и безумцы» удостоен всероссийской премии «Русский Декамерон». В 2005 году выходит сборник «Счастливцы и безумцы», включающий роман «Насущные нужды умерших», рассказы и эссе. В 2006-м этот сборник вошёл в шорт-лист премии «Национальный бестселлер». В 2007 году Сахновский публикует роман «Человек, который знал всё», вошедший в списки финалистов Национальной литературной премии «Большая книга» и премии «Русский Букер» сезона 2006—2007. В 2009 году роман экранизирован режиссёром Владимиром Мирзоевым. В 2008 году роман «Человек, который знал всё» награждён премией «Бронзовая улитка», присуждаемой Борисом Стругацким. В 2009 году издательство «АСТ» (редакция Елены Шубиной) выпустило сборник Сахновского «Нелегальный рассказ о любви» и роман «Заговор ангелов», в 2011 году — сборник «Ревнивый бог случайностей», в 2012-м — «Острое чувство субботы: Восемь историй от первого лица», в 2016-м — роман «Свобода по умолчанию», в 2019-м — сборник «Ненаглядный призрак: вся короткая проза». В 2018 году в издательстве «Кабинетный учёный» (Екатеринбург, Москва) вышло избранное «Стихотворения».
Произведения Сахновского печатались в журналах «Урал», «Уральский следопыт», «Новый мир», «Знамя», «Октябрь», London Courier, «Новый очевидец», «Большой город», Revue des Deux Mondes, Lettres Russes и др. Книги Сахновского издаются в Германии, Великобритании, Франции, Италии, Сербии, Болгарии, Ливане, Хорватии. Три романа в переводе на французский язык опубликованы парижским издательством «Галлимар».
Умер 18 ноября 2019 года в Екатеринбурге от разрыва аорты.

## Признание и награды
- 2002 — международная литературная премия Fellowship Hawthornden International Writers Retreat (Великобритания) за роман «Насущные нужды умерших».
- 2003 — Гран-при Всероссийского конкурса «Русский Декамерон» за сборник рассказов «Счастливцы и безумцы» как «лучшее произведение любовной тематики».
- 2003 — премия журнала «Октябрь» за лучшую публикацию года.
- 2006 — финалист премии «Национальный бестселлер».
- 2007 — финалист премий «Большая книга» и «Русский Букер».
- 2008 — лауреат премии «Бронзовая улитка», финалист премии им. Аркадия и Бориса Стругацких.
- 2010 — лауреат премии губернатора Свердловской области за книгу «Нелегальный рассказ о любви».
- 2012 — лауреат премии им. Бажова.
- 2017 — обладатель приза читательских симпатий литературной премии «Новая словесность» («НОС»).

## Произведения

### Романы
- 1999 — «Насущные нужды умерших»[2]
- 2007 — «Человек, который знал всё»
- 2009 — «Заговор ангелов»
- 2016 — «Свобода по умолчанию»

### Повести и рассказы
- 2003:
  - «Быть может»;
  - «Принцип Шнайдера»;
  - «Если ты меня не покинешь…»
- 2005:
  - «Ара Спартакович»;
  - «Бахчисарайская роза»;
  - «В тему»;
  - «Если бы я был Спесивцевым»;
  - «Если ты жив»;
  - «Катастрофа тела»;
  - «Короли и королевы»;
  - «Лилит»;
  - «Мужчина по умолчанию»;
  - «Мы сами нездешние»;
  - «Нелегальный рассказ о любви»;
  - «Непорочное зачатие»;
  - «Он. Она. Знак Неравенства»;
  - «Ревнивый бог случайностей»;
  - «Супер»;
    - «Супер-2»;

  - «Тело как эротический текст»

- 2009:
  - «Dolce vita прекрасная и летальная»;
  - «Апрельский авитаминоз»;
  - «Вещество свободы»;
  - «Городские звёзды»;
  - «Государственный стыд»;
  - «Жениться на Италии»;
  - «Изобретение любви»;
  - «Империя соблазна»;
  - «Как ветер в стальных балках»;
  - «Капитализм какой-то»;
  - «Карл у Клары украл кораллы»;
  - «Классика пола»;
  - «Логика движения»;
  - «Мужчина в цифровом увеличении»;
  - «Неравный брак»;
  - «Олимпиада падающих птиц»;
  - «Охота и неохота»;
  - «Охота к перемене мест»;
  - «Плохой вкус»;
  - «Пляжные дикости и приличия»;
  - «Погрешность Киплинга»;
  - «Почему я не хочу в Париж»;
  - «Прыжок с полуметровой высоты»;
  - «Пусть перезвонят»;
  - «Состав преступления»;
  - «Странные сближения»;
  - «Чёрная кровь»
- 2012 — «Острое чувство субботы: Восемь историй от первого лица»:
  - «Большая Белая Женщина»,
  - «Цветной воздух»,
  - «Острое чувство субботы»,
  - «Чем латают чёрные дыры»,
  - «Мой муж продал ЮКОС»,
  - «Семья уродов» (1961 год),
  - «Хозяйки будут ставить тесто» (1563 год),
  - «Мальчик, певица и фата-моргана» (1982 год).

### Сборники стихов
- 1988 — «Взгляд»
- 1988 — «Лучшие дни»[3]
- 2018 — «Стихотворения»

## Избранная критика
- Мария Кретинина. Светлые аллеи (О книге Игоря Сахновского «Счастливцы и безумцы») // «Октябрь». — 2006. — № 3.
- Александр Мелихов. Знание, не умножающее скорбь (О книге Игоря Сахновского «Человек, который знал всё») // «Нева». — 2007. — № 9.
- Алексей Логатов. Триллер по-русски (О книге Игоря Сахновского «Человек, который знал всё») // «Литературная газета». — 2007. — № 45.
- Константин Комаров. О заговорщиках и заговоренных (О книге Игоря Сахновского «Заговор ангелов») // «Урал». — 2010. — № 11.
- Станислав Секретов. По пути к свободе (О книге Игоря Сахновского «Свобода по умолчанию») // «Урал». — 2016. — № 6.